# Del Muerto
Del Muerto – jednostka osadnicza w Stanach Zjednoczonych, w stanie Arizona, w hrabstwie Apache.